# هیو لستر
هیو لستر (انگلیسی: Hugh Lester؛ ۱۸۹۱ – ۵ اوت ۱۹۳۳ (age 42)) بازیکن فوتبال اهل بریتانیا بود.
از باشگاه‌هایی که در آن بازی کرده‌است می‌توان به باشگاه فوتبال لیورپول و باشگاه فوتبال ردینگ اشاره کرد.